# Udea uliginosalis
Udea uliginosalis là một loài bướm đêm trong họ Crambidae.